# Гуансі-Чжуанський автономний район
Гуансі-Чжуанський автономний район, або Гуансі (кит. спр. 广西, піньїнь: Guǎngxī; чжуан. Gvangjsih Bouxcuengh Swcigih) — автономний регіон на півдні Китаю. Столиця і найбільше місто — Наньнін. Населення — 48,89 млн (10-е місце серед провінцій; дані за 2004 рік).

## Географія
Площа території — 236 700 км² (9-е місце).

## Населення
Гуансі — багатонаціональний регіон. Більшість населення складають ханьці (62 %), другою за численністю є чжуани (32 %), і це виражене у повній назві регіону. Тут також проживають народи яо, мяо, мулао, кам.

## Адміністративний поділ
Автономний район має поділ на 14 міст окружного рівня.
| Карта | №         | Українська назва | Китайська назва   | Піньїнь         | Чжуанська назва |
| ----- | --------- | ---------------- | ----------------- | --------------- | --------------- |
|       |           |                  |                   |                 |                 |
| 1     | Байсе     | 百色市           | Bǎisè Shì         | Baksaek         |                 |
| 2     | Хечи      | 河池市           | Héchí Shì         | Hozciz          |                 |
| 3     | Лючжоу    | 柳州市           | Liǔzhōu Shì       | Liujcouh        |                 |
| 4     | Гуйлінь   | 桂林市           | Guìlín Shì        | Gveilinz        |                 |
| 5     | Хечжоу    | 贺州市           | Hézhōu Shì        | Hohcouh         |                 |
| 6     | Чунцзо    | 崇左市           | Chóngzuǒ Shì      | Cungzcoj        |                 |
| 7     | Наньнін   | 南宁市           | Nánníng Shì       | Namzningz       |                 |
| 8     | Лайбінь   | 来宾市           | Láibīn Shì        | Leizbingz       |                 |
| 9     | Гуйган    | 贵港市           | Guìgǎng Shì       | Gveigangj       |                 |
| 10    | Учжоу     | 梧州市           | Wúzhōu Shì        | Ngouzcouh       |                 |
| 11    | Фанченган | 防城港市         | Fángchénggǎng Shì | Fangzcwngzgangj |                 |
| 12    | Ціньчжоу  | 钦州市           | Qīnzhōu Shì       | Ginhcouh        |                 |
| 13    | Бейхай    | 北海市           | Běihǎi Shì        | Baekhaij        |                 |
| 14    | Юйлінь    | 玉林市           | Yùlín Shì         | Yoglinz         |                 |

## Історія

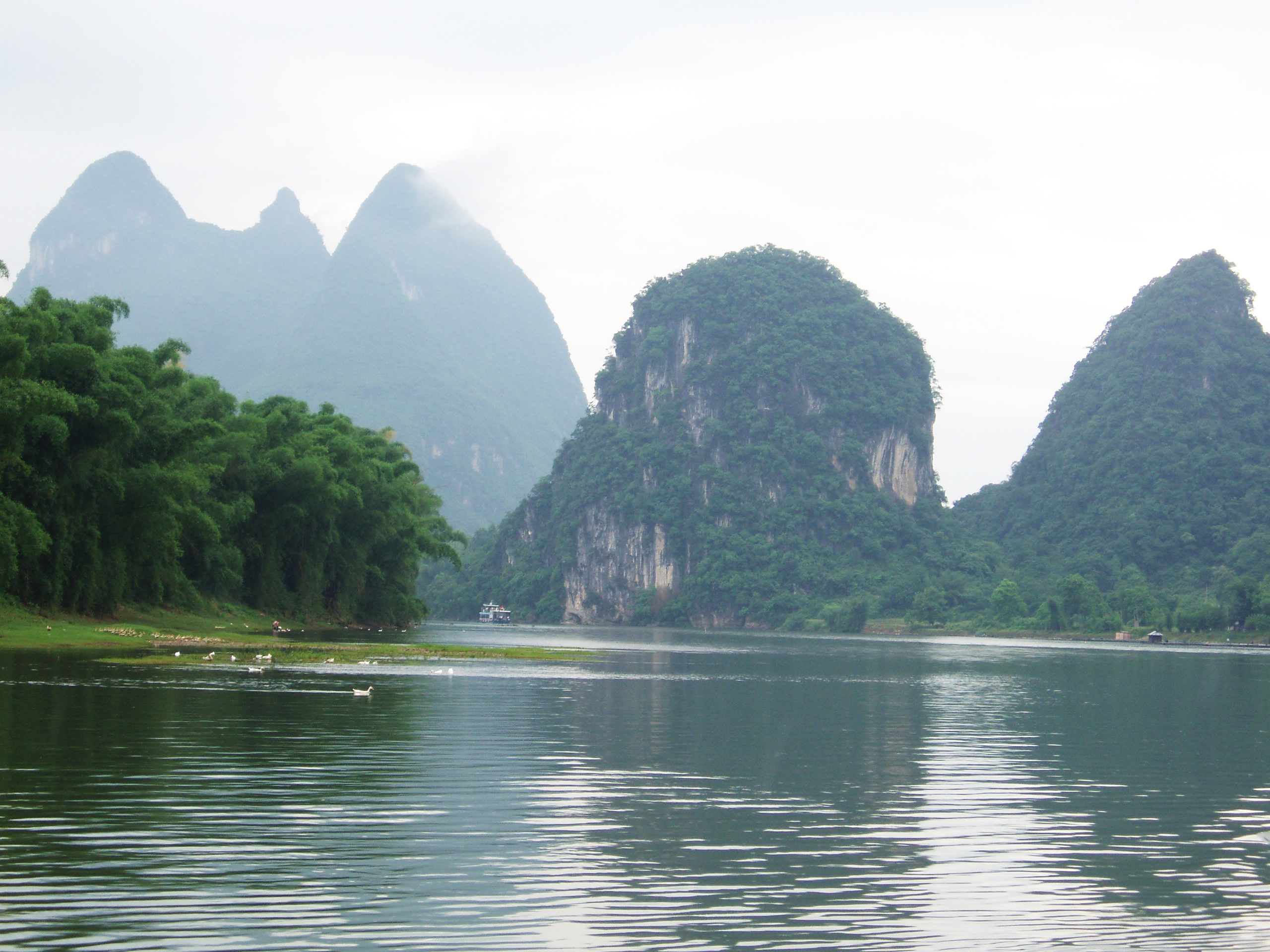
Річка Ліцзян

Традиційно цей регіон у культурному відношенні ближче до В'єтнаму, ніж до Китаю. Територія була офіційно визнана частиною Китайської імперії у 214 р. до н. е. як результат завоювань династії Цінь, але через сім років відокремилась як держава Наньюе.
У XIX столітті саме тут почалося грандіозне Повстання тайпінів.

## Культура
На діалекті району Умін міста Наньнін (з незначним фулянським впливом) ґрунтується вимова стандартної чжуанської мови.